# Dobročovice
Obec Dobročovice se nachází v okrese Praha-východ, kraj Středočeský. Rozkládá se asi dvacet dva kilometrů východně od centra Prahy a šestnáct kilometrů jižně od města Brandýs nad Labem-Stará Boleslav. Žije zde 337 obyvatel (v roce 2006 jich bylo 141).

## Historie
Dobročovice se poprvé připomínají v roce 1394 (Dobrossowicz), kdy patřily Janovi z Dobročovic. V roce 1403 byl vlastníkem zdejší tvrze, poplužního dvora a Dobročovic pražský měšťan Martin Rotlev z Koloděj, od něhož je odkoupil Petr z Myšlína († 1406). Před rokem 1415 získal dobročovickou tvrz Bohuslav, syn Prokopa z Prahy, předek rodu Horňateckých z Dobročovic. V roce 1415 prodal Bohuslav z Prahy zdejší tvrz a ostatní dobročovický majetek Janovi Rachelovi z Vyšehradu, ale o rok později mu vesnice opět patřila a podle pramenů byl zde majitelem ještě v roce 1419. Po roce 1426 zdědil Dobročovice jeho syn Bohuslav, který na místní tvrzi sídlil asi do roku 1465. Po Bohuslavově smrti vlastnil Dobročovice jeho bratr Petr a po něm pak Tomáš z Dobročovic, o němž jsou zprávy do roku 1492. Nedlouho poté byly Dobročovice přikoupeny ke škvoreckému panství. Polohu tvrze ani dobu jejího zániku dnes neznáme.

### Územněsprávní začlenění
Dějiny územněsprávního začleňování zahrnují období od roku 1850 do současnosti. V chronologickém přehledu je uvedena územně administrativní příslušnost obce v roce, kdy ke změně došlo:
- 1850 země česká, kraj Pardubice, politický okres Černý Kostelec, soudní okres Český Brod[4]
- 1855 země česká, kraj Praha, soudní okres Český Brod[4]
- 1868 země česká, politický i soudní okres Český Brod[4]
- 1939 země česká, Oberlandrat Kolín, politický i soudní okres Český Brod[5]
- 1942 země česká, Oberlandrat Praha, politický i soudní okres Český Brod[6]
- 1945 země česká, správní i soudní okres Český Brod[7]
- 1949 Pražský kraj, okres Český Brod[8]
- 1960 Středočeský kraj, okres Praha-východ[9]

### Rok 1932
Ve vsi Dobročovice (318 obyvatel) byly v roce 1932 evidovány tyto živnosti a obchody: 2 hostince, kolář, kovář, obuvník, 4 rolníci, řezník, 2 obchody se smíšeným zbožím, trafika, velkostatek Heller.

## Přírodní poměry
Do severní části katastrálního území Dobročovice zasahuje přírodní památka Králičina a Povýmolí.

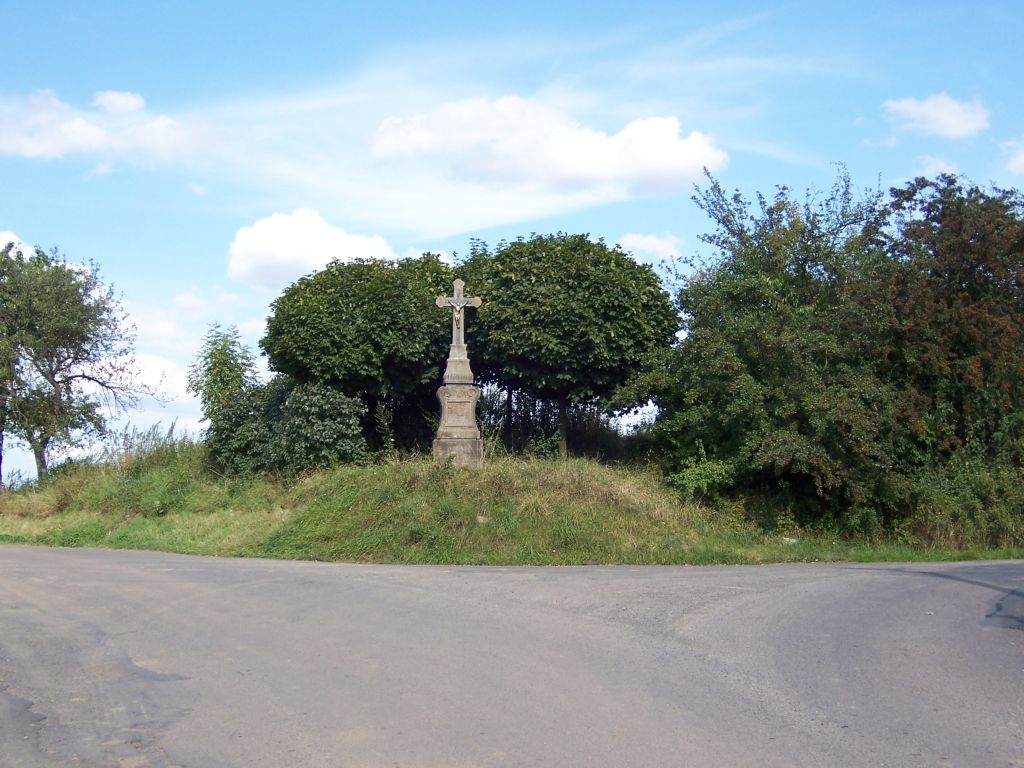
Krucifix na křižovatce do Úval

## Pamětihodnosti
- Kaple svatého Isidora
- Krucifix u silnice do Úval
- Silniční mostek na okraji Škvorecké obory je jednou z nejzajímavějších památek . Mostek byl postaven nad říčkou Výmolou asi v roce 1842, kdy se stavěla silnice napříč panstvím. Po zániku panství v roce 1848 však zůstal most bez údržby až do roku 2012, kdy byl zrekonstruován. V březnu roku 2007 byl vyhlášen kulturní památkou.
- Přírodní park Škvorecká obora – Králičina

## Doprava
Dopravní síť
- Pozemní komunikace – Obcí prochází silnice III. třídy.

Ve vzdálenosti 2 km lze najet na silnici I/12 Praha - Kolín.
- Železnice – Železniční trať ani stanice na území obce nejsou. Nejbližší železniční stanicí jsou Úvaly ve vzdálenosti 3 km ležící na trati 011 z Prahy do Kolína.

Veřejná doprava
- Autobusová doprava – V obci se nachází zastávka Pražské integrované dopravy "Dobročovice", kterou obsluhují linky 329 (Praha, Sídliště Skalka - Škvorec, Náměstí) a 391 (Praha, Nádraží Klánovice - Úvaly, Žel.st.).